# 김영신 (방송인)
김영신(金榮新, 1955년 3월 25일 ~ 2020년 6월 25일)은 대한민국의 프로듀서이었다.

## 학력
- 휘문고등학교
- 서울대학교 고고학과 학사

## 경력
- 1979년 : KBS 프로듀서 입사
- 1993~1995년 : KBS 노조위원장
- 1996년 : KBS TV본부 기획반 차장
- 1996~1997년 : KBS 청주방송총국 제작부장
- 1997년 : KBS TV1국 차장
- 1998년 : KBS 편성국 편성기획 부주간
- 2000년 : KBS 편성국 편성정책 부주간
- 2002~2003년 : KBS 정책기획센터 관리담당 주간
- 2006년 12월 : KBS 정책기획센터장
- 2010년 : KBS 퇴사
- 2010년 10월 ~ 2011년 10월 : 중앙일보 방송편성본부 본부장
- 2011년 10월 ~ 2012년 9월 : JTBC제작본부장
- 2012년 9월 ~ 2013년 12월 : JTBC 편성제작총괄
- 2014년 1월 : JTBC 편성실장
- 2014년 1월 : QTV 대표이사, 전무
- 2016~2020년 : JTBC 전무
- 2020년 : TBS 이사장

## 가족 관계
- 배우자: 서희석
  - 딸: 김남희
    - 사위: 백준기